# Andorra durant els Anys Daurats
A partir de la dècada del 1950 Andorra entra a formar part de les influències dels països capitalistes. El món del final de la Segona Guerra Mundial no té res a veure amb l'anterior. Europa i de retruc la resta del globus assisteixen progressivament a un escenari bipolar. D'una banda està l'Europa capitalista recolzada pels americans. De l'altra està l'Europa comunista recolzada per l'URSS. Andorra per la seva situació geogràfica va quedar dins del bloc capitalista i, per tant, el país va viure les transformacions pròpies d'una societat que camina vers el capitalisme.
La guerra va engendrar la prohibició de fites democràtiques abans aconseguides a conseqüència del gir a la dreta a Europa. Així el sufragi universal masculí va ser prohibit obligant a tornar al sistema anterior de la Nova Reforma. Els 50 i els 60 es transformen doncs en els anys de la lluita per recuperar aquests drets. Alhora el país es veu influenciat per les polítiques favorables a l'establiment d'estat dels benestar. S'hi lluita doncs per tenir drets laborals.
Les dècades de creixement econòmic foren igualment sinònimes de "turisme de massa". Si per als Estats Units els anys 50 i 60 són els anys del "somni americà" per Andorra els anys 50 i 60 també són els anys del "somni andorrà". Es podria dir que el país va passar en l'espai de 30 anys d'una economia preindustrial a una de postindustrial. Si quan es va reunificar Alemanya es va parlar del "miracle alemany" no és gens exagerat qualificar la situació d'Andorra com a "miracle andorrà".
A partir d'aleshores el país ha anat evolucionat al ritme del món, mai en paral·lel o en diferit com sí que passava abans. Tant és així que Andorra ha assolit un PIB per capita i una esperança de vida superior als països més estàndards de l'economia actual.

## Historiografia
Existeix molta recerca sobre l'economia andorrana d'aquesta època però molt poca sobre la situació social i política del país. L'època interessa sobretot per les conseqüències econòmiques de l'obertuda del país al capitalisme. Les tensions entre coprínceps i andorrans queden de forma general reglades al segon pla.
Estudis econòmics:
- Dolors Comas (2002). Andorra, una economia de frontera. Pagès Editors.
- Josep M. Bricall (2001). L'economia andorrana en el canvi de segle. Fundació Julià Reig.
- Maria Jesús Lluelles Larrosa (2004). El segle xx. La modernització d'Andorra. Pagès Editors
- Maria Jesús Lluelles Larrosa (1991). La transformació econòmica d'Andorra. L'Avenç (Col·lecció Clio).

La historiadora Maria Jesús Lluelles Larossa és pràcticament l'única historiadora andorrana qui més s'ha interessat per aquest període. Tampoc hi ha recerca exhaustiva sobre el canvi sociocultural propi dels Anys Daurats a Andorra. L'únic intent de posar per escrit tot el període barrejant temàtica econòmica amb política, cultural i social el presenta,
- Rubí Ariel Rocha Simões (2019) Els Anys (No Tant) Duarats. Editorial Círculo Rojo

Aquest període pot abordar-se des dels arxius mateixos amb l'ajuda d'articles de premsa o de biografia dispersa que aborda temàtiques o assumptes concrets d'època.
L'any 2019 arrel d'una exposició temporal, el Govern d'Andorra i el Comú d'Andorra la Vella edita Memòries de la construcció de l'avinguda de Meritxell (d. autors) amb què s'acaba per omplir el buit que s'havia començat a construir amb Els Anys (No Tant) Daurats.
Biografies multidisciplinàries:
- Maria Jesús Lluelles Larrosa (2018) Les ràdios andorranes, una qüestió de sobirania. Institut d'Estudis Andorrans.
- Maria Jesús Lluelles Larrosa (2010). Impacte de la immigració a Andorra. Govern d'Andorra.
- Rafa Mora (2012). "Andorrans olímpics". El Periòdic d'Andorra.
- Miquel Ribas i Comas (2007). La realitat d'un somni. GrandValira.
- Antoni Morell Mora (2009). Andorra, un profund i llarg viatge. Govern d'Andorra.
- Diversos autors (2003). 110 anys de telecomunicacions a Andorra. Andorra Telecom.
- Segarra i Terés (2008). FEDA, 20è aniversari. FEDA.
- Martí Garcia-Ripoll Duran (2007). Ràdio en català a l'estranger. UAB.
- Gualbert Osorio (2013) Ràdio Andorra, la història d'un mite que va fer història. Crèdit Andorrà

## El turisme de masses i el model desfiscalitzat
L'obertura andorrana a l'economia capitalista es va traduir en dos eixos,
- turisme de massa (neu i compres)
- l'anomenat paradís fiscal

Si en un primer moment la societat civil va ser l'encarregada de portar a terme les iniciatives per dinamitzar l'economia del país, a partir dels 60 és l'administració pública qui pren el relleu encara que de manera maldestra. Aprofitant el boom econòmic francès, conegut en aquest país com a "Trenta Glorioses", el país va viure fenòmens com la immigració massiva, el turisme massiu, el baby boom, la cultura de massa o la idolatració als béns de consum massiu, com ara les rentadores, l'automòbil i a poquet a poquet la televisió.
En l'espai de 30 anys Andorra va viure una revolució demogràfica, urbana, sanitària, cultural, del transport, migratòria, administrativa i banquera espectacular. Dit d'una altra manera, Andorra va viure el boom capitalista i la revolució industrial al mateix temps. Va ser una autèntica explosió. El país va servir de pont entre un veí del nord dinàmic (boom econòmic degut a l'ajuda americana mitjançant el Pla Marshall que empeny el país a una economia capitalista) i un veí del sud autàrquic (la dictadura franquista es tradueix en un tancament econòmic fent del país un estat altament rural i poc industrialitzat).
El turista buscava a Andorra productes que o bé no tenia (en el cas dels catalans o espanyols), o bé tenia però amb preus exorbitants (en el cas dels francesos). Andorra esdevé així doncs el supermercat d'Europa del sud i nord-oest mentre paral·lelament creix el sector financer que aprofita la desfiscalització per especular i fer venir fortunes.

### La fase transitòria
Els primers passos cap al boom capitalista daten dels anys 30. Durant la guerra el país s'equipa i busca atractius per fer venir gent, independentment de les conseqüències que es deriven dels conflictes exteriors. D'aquesta recerca en surten tres, l'esquí, el paradís fiscal i les compres. En aquesta primera fase destaquen diversos projectes que aprofiten tres condicions, la manca d'aliment a Espanya, la manca de fiscalitat a Andorra i la contínua proposició de productes nous. Xavier de Plandolit és el responsable del primer projecte. L'any 1933 decideix obrir el primer museu de ciències naturals del país a Ordino muntant un hotel annex per fer venir visitants. L'objectiu era trobar atractius i el museu n'era un. Va fer-ne promoció a la seva revista, Andora Agrícola, però l'esclat de la Guerra Civil Espanyola va estancar el projecte.

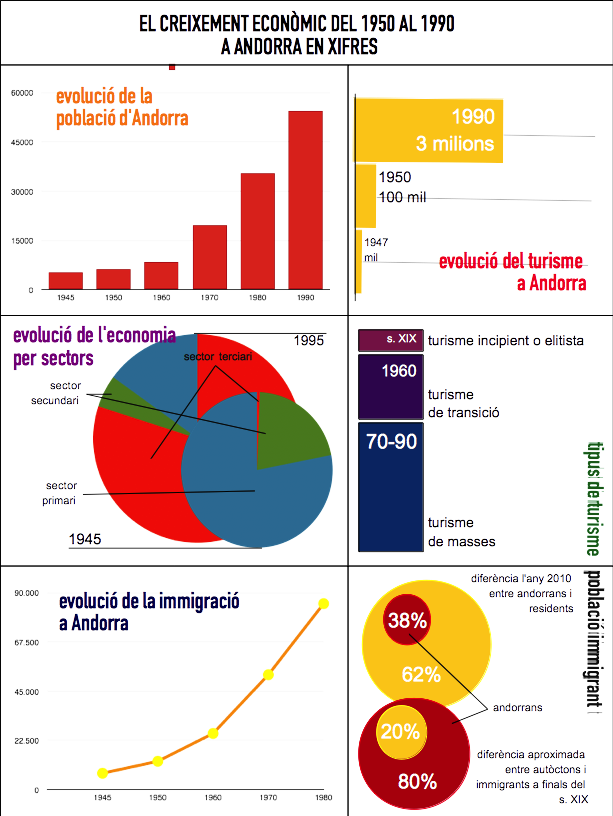
Evolució del boom econòmic d'Andorra vers una economia capitalista des dels anys 50 al principi del.

Un altre projecte prematur el tenim en l'Avinguda Carlemany que esdevé cap als anys 70 fins als 90 i més enllà en l'eix comercial més important del país (conjuntament amb l'Avinguda Meritxell avui unides). La iniciativa vingué de Cultural Andorrana, un grup de pares benedictins de Montserrat que van començar el projecte urbanístic construint l'Hostal Valira i l'edifici del col·legi Meritxell. Automàticament van florir les propostes i de mica en mica van anar construint al voltant d'aquests dos edificis comerços, teatres, cinemes, cafès,... com ara el Casino Gran Hotel Andorra (1929). El creixement d'Escaldes és amb el temps tan gran que les construccions d'Escaldes es va unir a les d'Andorra la Vella. Com a conseqüència el poble mateix va iniciar un procés que portaria Escaldes-Engordany a separar-se de la parròquia d'Andorra la Vella formant-se com a parròquia individual.
En paral·lel es va desenvolupar el projecte de paradís fiscal amb l'arribada dels primers bancs. L'any 1930 es va fundar el Banc Agrícol i Comercial d'Andorra (BACA, SA) que havia de servir de font de recursos per la construcció de FHASA. Els conflictes, però, la van fer decantar cap a altres usos com ara fer passar diners d'un bàndol a l'altre durant la Guerra Civil Espanyola. S'ha de dir que l'arribada del banc fou molt important, ja que fins llavors els andorrans havien de desplaçar-se a la Seu d'Urgell, que era el mercat natural més proper. Tot i així el banc va adonar-se ben aviat que no aconseguiria suportar els costos de FHASA, malgrat haver rebut per part del Consell General l'exclusiva d'explotació a Andorra. És d'aquesta manera que s'instal·len altres bancs com ara Crèdit Andorrà (1949 i encara dempeus) o la Caixa de Pensions per a la Vellesa i d'Estalvis. Tots dos havien d'abonar 5% de les operacions al Consell General per garantir la clàusula d'exclusiva de Banc Agrícol Comercial. Gràcies a l'abolició d'aquesta exclusiva l'any 1951 el país es transforma d'un dia per l'altre en seu bancària: obre les portes La Caixa (el primer banc estranger, en aquest cas català), Banca Reig (que es fusiona amb Banc Agrícol i finalment avui ha esdevingut AndBanc), Banca Mora (avui MoraBanc, abans BIBM), Banca Cassany o SOBANCA, etc. Aquesta allau devia haver provocat pànic en els despatxos del copríncep francès i és per això que l'any 1957 els coprínceps prohibeixen l'establiment de noves entitats bancàries. L'any següent els bancs existents s'agrupen en l'Agrupació de Bancs i Banquers. El 1968 SOBANCA fa fallida i la resta de bancs n'assumeixen el dèficit a canvi de tenir l'oligopoli bancari, és a dir, controlar el sector i no deixar establir cap més banc a Andorra. L'acord el van passar amb el Consell General i aquesta situació perdurarà fins al principi del segle xxi. El fet de no haver de pagar imposts va posar directament Andorra dins de la llista de paradisos fiscals i el país va viure així durant la resta del segle xx.
L'esquí també fou un projecte precoç. Aquest es transformarà en la base de l'economia andorrana del segle XX i principis del XXI. L'any 1932 es funda per primera vegada l'Esquí Club Andorra però l'activitat es va deixar. Àlvar Menéndez, enginyer de FHASA, fou un dels impulsors de l'esquí al país. Juntament amb Manel Cerquerda i Miuqel Baró van fundar l'Esquí Club Envalira l'any 1945 fent que es reprengués l'activitat a l'Esquí Club Andorra. El ciclisme també va ser utilitzat com a atractiu turístic. L'any 1931 Andorra va ser l'escenari de la Volta a Catalunya donant pas als esdeveniments posteriors com el Tour de França o la Vuelta de España. En conseqüència, el futbol va començar a trobar els primers adeptes. L'any 1945, per exemple, el pare Enric Graner de Montserrat va crear el Fútbol Club Andorra, una de les primeres entitats esportives del país. Amb tot la construcció d'hotels no va parar.

### L'arrencada
Durant l'arrencada la societat civil s'encarrega de posar en marxa l'economia. El país viu la Revolució Industrial tant desitjada d'antuvi. Entra la cultura adolescent, l'abundància alimentària, el confort a casa, el progrés mèdic, les primeres manifestacions feministes, etc. L'administració andorrana mirà d'influenciar i potenciar l'activitat econòmica amb el Sindicat d'Iniciativa però el gran gruix de canvi el proporcionà la societat civil. Atès la quantitat important de canvis que va viure el país, es llisten a continuació els principals fets marcants:
- 1936, creació de la Loteria Nacional d'Andorra
- 1940, el Consell General posa en funcionament el primer Servei Telefònic
- 1945, creació del Futbol Club Andorra
- 1947, creació de l'Agrupació Sardanista Andorrana
- 1950, primera assegurança
- 1954, creació de l'Automòbil Club d'Andorra per inicitiva de Gil Torres
- 1955, la primera Societat de Caça i Pesca
- 1961, creació del Cercle de les Arts i les Lletres
- 1961, primera Associació Fotogràfica de Cine Amateur
- 1962, la primera associació hotelera, Unió Hotelera, creada per gestionar l'increment espectacular de turistes
- 1962, el primer Club de Rugbi d'Andorra (que posteriorment triarà l'isard, símbol d'Andorra)
- 1968, creació del Moto Club d'Andorra
- primers cursos Internacionals Superiors d'Extensió Cultural que desenboquen en la creació d'Andorra, la primera revista publicada l'any 1956
- els primers campaments d'estiu
- 1961, reorganització per part del parlament del servei de bombers
- 1961, s'inaugura una Plaça de Braus a Andorra la Vella com a incentiu turístic (principalment espanyols falangistes)
- 1962, el síndic Francesc Escudé inaugura una nova central de telèfons
- 1964, s'inaugura l'estació d'esquí de Soldeu (Canillo)
- 1965, l'esquí és declarat esport nacional d'Andorra
- 1970, creació del Cine Club d'Andorra gràcies a Jordi Sasplugas
- 1970, es rebaixa l'edat per a votar a 21 anys
- 1980, primer McDonald's

### Un creixement descontrolat
Un creixement com aquell que va viure Andorra durant els 50 i 60 implicava obligatòriament una planificació, una projecció i unes previsions de futur. Tant l'administració com la societat civil van posar-ho tot perquè la sortida de la crisi fos un èxit però sense una verdadera planificació. L'auge urbanístic va ser potser massa gros i tot va créixer de manera desproporcionada i, en cert sentit, una mica caòticament. L'impacte mediambiental fou negatiu i importantíssim. Per entendre millor de què estem parlant, cal traslladar-se el 1982. Els aiguats que van tenir lloc s'haguessin pogut gestionar molt millor i haver causat moltes menys destrosses si a les dècades anteriors hi hagués hagut una bona planificació.
Una de les primeres conseqüències visibles va donar-se en l'àmbit de l'habitatge. La parròquia d'Andorra la Vella es va convertir en el lloc d'establiment de la majoria de les empreses andorranes. L'administració també s'hi va instal·lar i això va fer que una bona part dels llocs de treball quedessin concentrats a la capital donant a les altres parròquies una funció de dormitori. Aquesta situació trencava l'equilibri existent anteriorment i sobretot feia que les altres parròquies s'empobrissin a diferència de la capital que creixia imparablement.
En l'àmbit de la construcció l'impacte mediambiental va ser molt negatiu. La legislació era escassa i bàsicament regulava només l'alçada dels edificis (1956). No hi va haver unificació de criteris a l'hora de construir. La majoria dels edificis d'aquesta època no estan integrats al paisatge. L'administració va estar doncs molt absent. La urbanització es va fer principalment al fons de les valls, on el terreny és més pla. Però també és al fons de les valls on es troben les millors terres per al cultiu. Com a conseqüència el sector primari va caure en decadència i des d'aleshores mai ha recuperat. Avui dia aquest sector segueix existint perquè existeixen subvencions. L'únic producte que es cultiva és el tabac i només perquè és considerat com a tradició característica d'Andorra. El paisatge natural n'ha quedat malmès. L'arribada massiva de vehicles també va contribuir a contaminar l'aire, l'aigua i altres recursos del país. Aquesta contaminació venia agreujada per les cues interminables dels cotxes dels turistes que, a falta de tenir una xarxa viària ben planificada, s'acumulaven al fons de la vall. Un panorama, d'altra banda, poc atractiu per al turista mateix.

## La Seguretat Social Andorrana
El creixement econòmic portà el país a sol·licitar mà d'obra en massa. Això portà a una allau successiva d'immigrants. El país va passar de 5000 habitants a més 60 000 en l'espai d'un escassos anys. La població de nacionalitat andorrana va passar de representar el 70% de la població a ser-ne només el 30%. L'administració es va mostrar molt reaccionària en un primer moment davant l'onada immigrant.

El país mancava de lleis. El personal no tenia condicions de treball. Se'ls feia treballar fins a hores passades de la nit, sense dies de descans i amb un salari ridícul a vista de l'esforç humà que aportaven. Unir-se a un sindicat o protestar estava molt mal vist. A Ràdio Andorra, per exemple, es va contractar mà d'obra clandestina per construir l'edifici. Els andorrans excloïen els nouvinguts. No hi havia cap mena de cobertura sanitària, només una cobertura de tercers. Els primers sindicats del país es van ajudar de l'onada anarquista catalana del segle XX per reclamar drets laborals. A més, l'administració andorrana no va posar gaire de la seva part per integrar i garantir la cohesió social.
| 6.176                                     | 8.392 | 19.545 | 35.460 | 54.507 | 78.549 | 85.015 |
| Font: Departament d'Estadística d'Andorra |       |        |        |        |        |        |

Andorra integra la primera Seguretat Social avui esdevinguda Caixa Andorran de Seguretat Social després de la visita de De Gaulle a Andorra. El copríncep apel·la a oblidar el dret de sang per acollir-se al dret de sòl i obrir la porta de la nacionalitat als estrangers. De Gaulle era totalment contrari al parlament establert en aquell moment. És per això que va revocar-lo per tornar a instaurar el sufragi universal masculí.
Segons es desprèn d'un reportatge publicat al Diari d'Andorra, hi va haver gent que va voler fer veure que la llei era una manera per al Consell General d'enriquir-se. Es van haver de fer reunions a totes les parròquies per explicar què era la cobertura social. La xiulada del patronat va ser molt important, "feien sortir els obrers" a protestar en contra d'una llei que els beneficiava a ells.

### La visita del copríncep De Gaulle (1967)

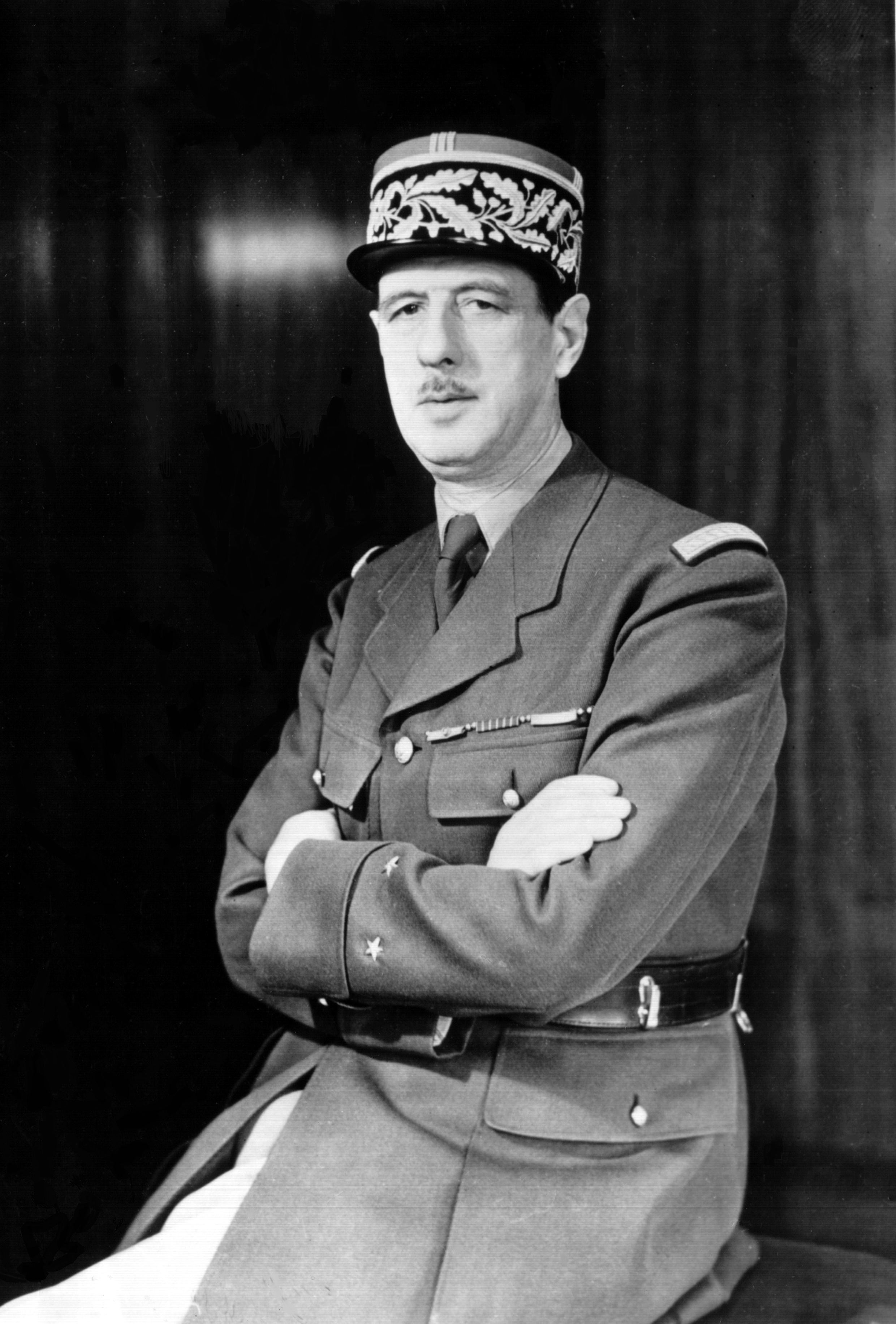
Fotografia del copríncep, general i president Charles de Gaulle.

A partir del moment en què el títol de copríncep francès passa a mans del rei de França, aquest no tornarà a visitar mai més Andorra. Charles De Gaulle va transformar-se en el primer copríncep francès a fer-ho novament, pràcticament 700 anys després dels pariatges. A la seva visita va pronunciar dos discursos, un primer a la Casa de la Vall i un segon a la Plaça Príncep Benlloch (nom d'un copríncep episcopal), és a dir, l'un adreçat als polítics i l'altre a la nació.
De Gaulle va voler posar èmfasi en la fidelitat dels andorrans a tot allò que conforma la seva pròpia identitat. Deia que la nació havia restat fidel "a la vostra llengua, a la vostra religió, a les vostres tradicions". Però, advertia, deia als andorrans que s'havia d'allargar el dret a la nacionalitat. Discordant amb el model de nacionalitat, proposava una obertura de mentalitat al país, cap al dret al sòl. Per a De Gaulle calia que els andorrans deixessin enrere el dret de sang. En aquesta línia pressionar per recuperar el sufragi universal masculí. Revoca el Consell General organitzant noves eleccions. Ajuda a crear la Seguretat Social Andorrana.

## Andorra i la cultura de masses
El canvi radical de què va ser objecte Andorra gràcies a l'arribada del capitalisme també havia, òbviament, de modificar el modus vivendi dels seus habitants. El país va entrar llavors en l'anomenada cultura de masses. L'American Life Way suposà un augment de l'esperança de vida, amb corbes més altes de naixement i més baixes de defuncions, amb un consum estel·lar: el producte. Qui parla de "baby boom" també ha de parlar de la "cultura adolescent", és a dir, a conseqüència de tenir una població en majoria molt més jove i menor d'uns 25 anys, la música, el cine, la moda,... experimenten canvis radicals. El fenomen del rythm and blues va generar automàticament el rock'n'roll. Tot seguit van venir els Beatles donant per començada l'era de la música industrial, la música de "compra i llença". A Andorra s'hi cultiva la chanson française fins que el món estatunidenc envaeix amb el rock'n'roll i el pop.

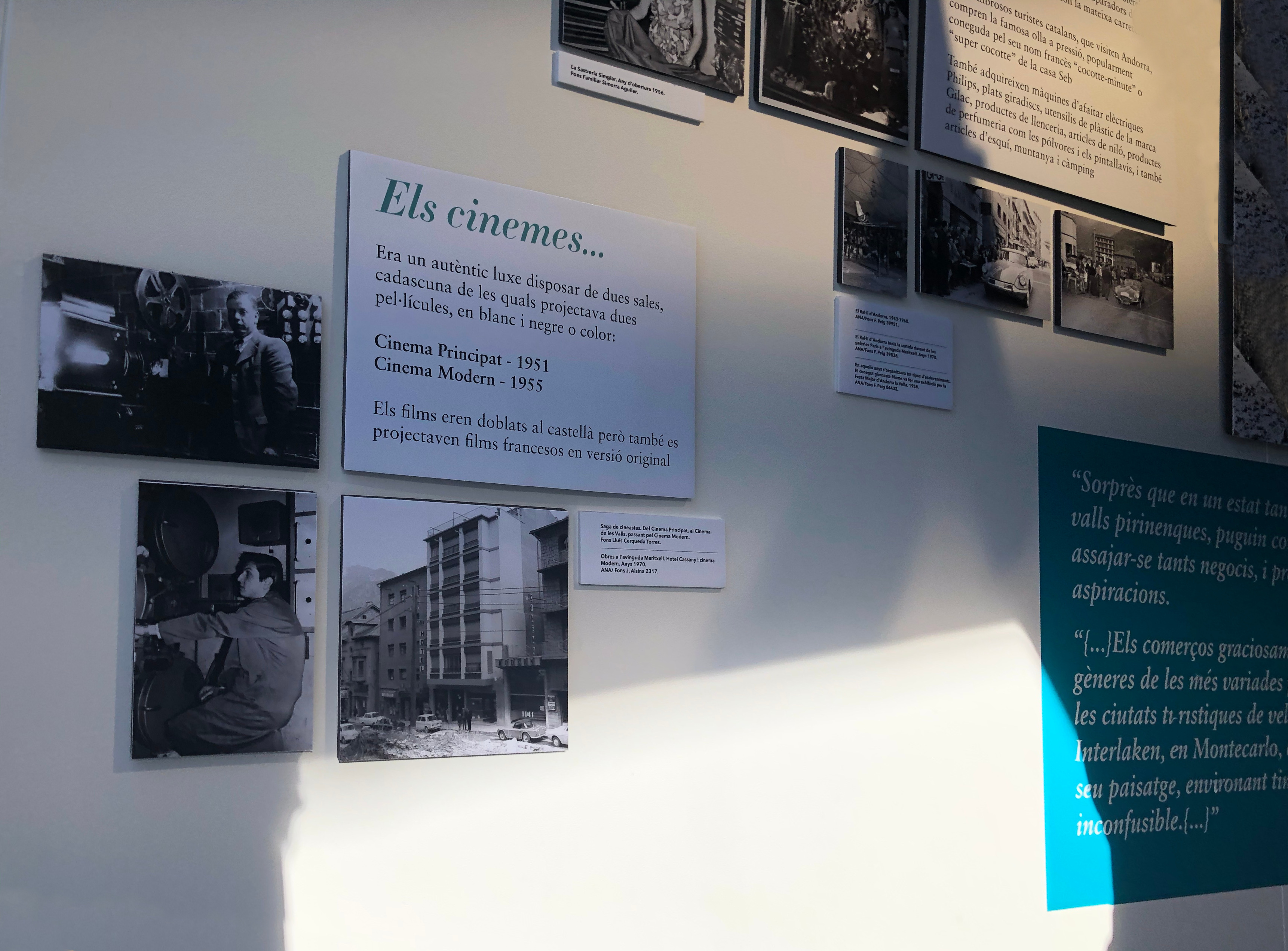
Impacte del cinema a Andorra.
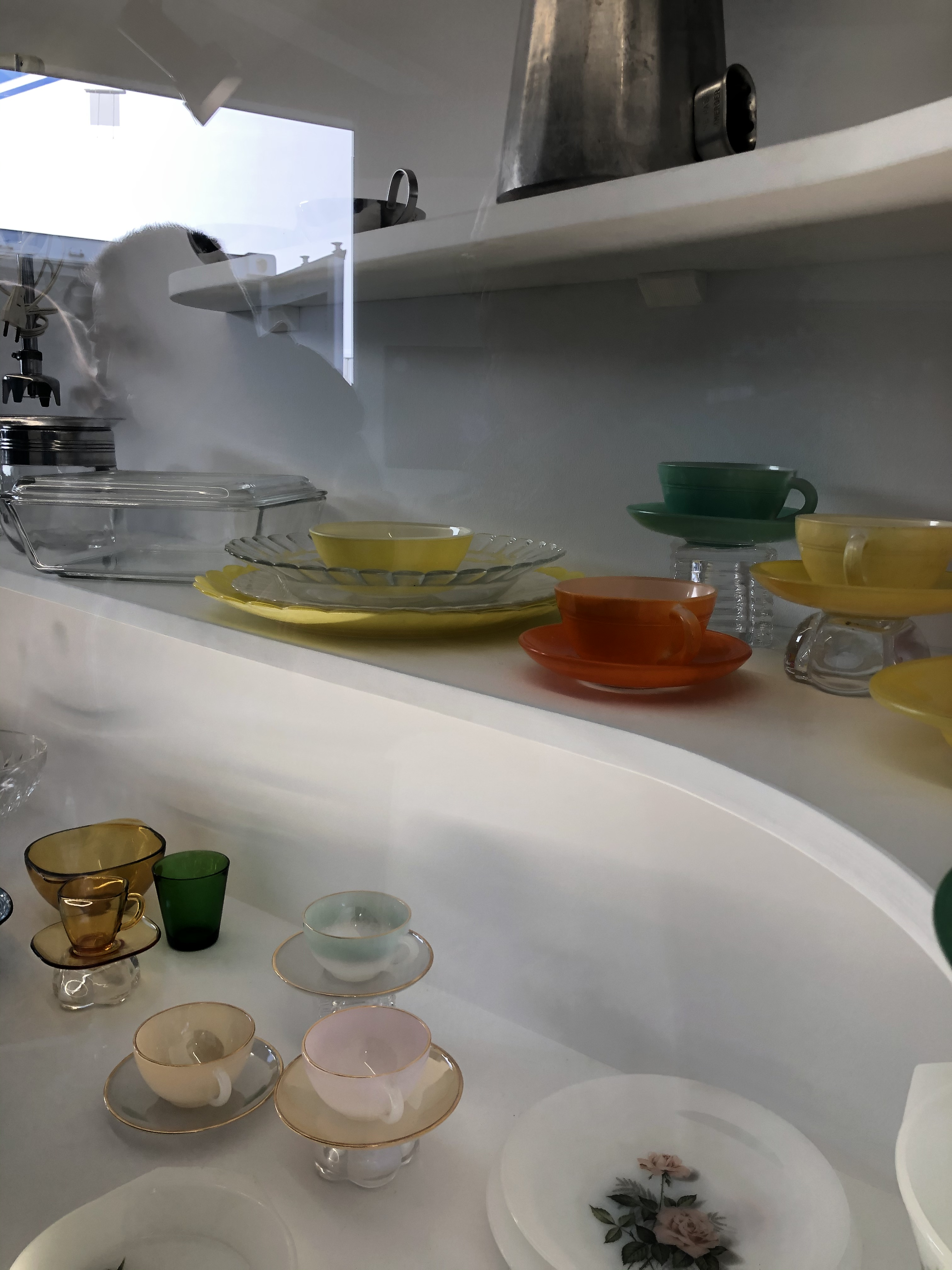
Objectes dels Anys Daurats d'Andorra.
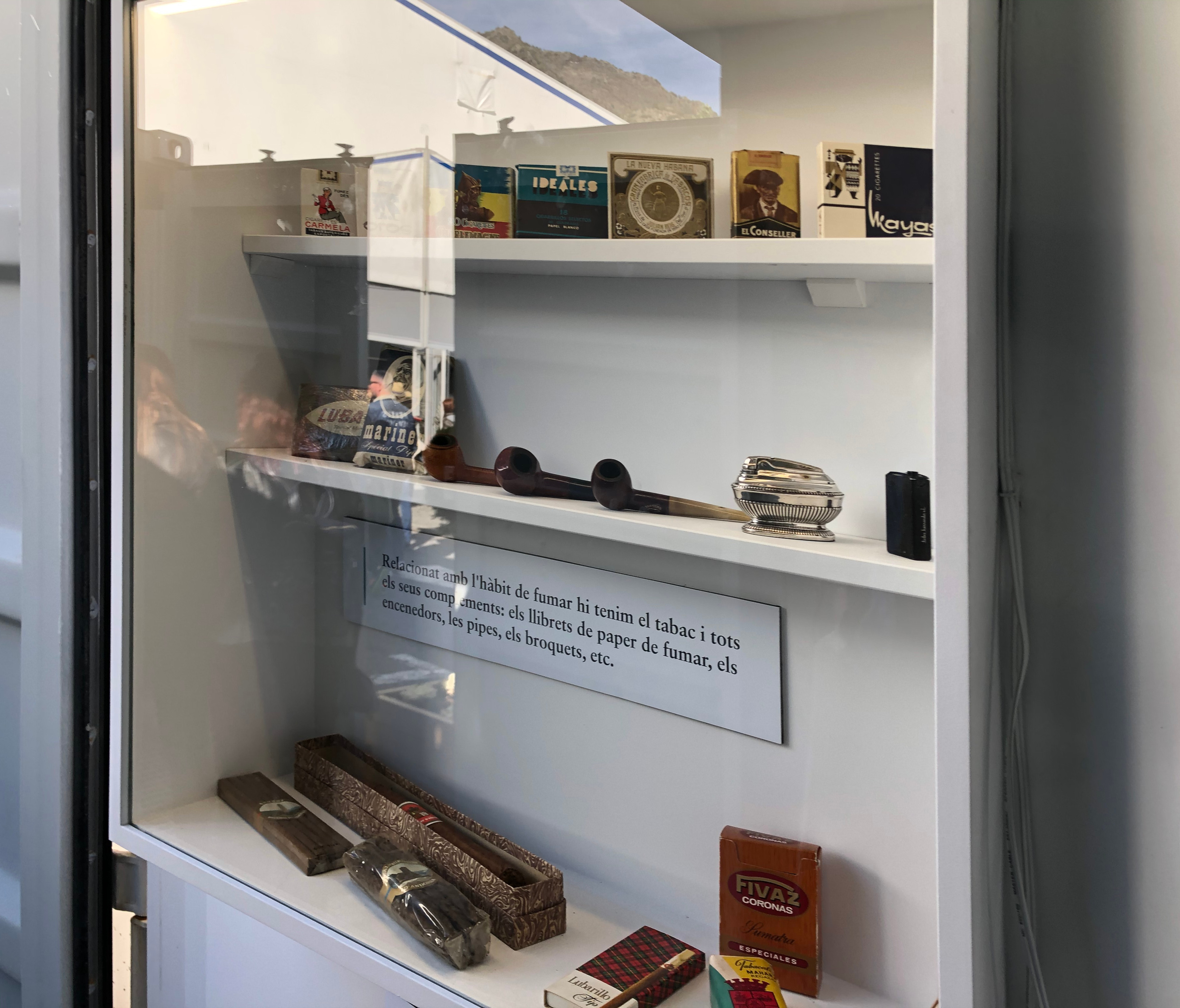
Objectes dels Anys Daurats d'Andorra.
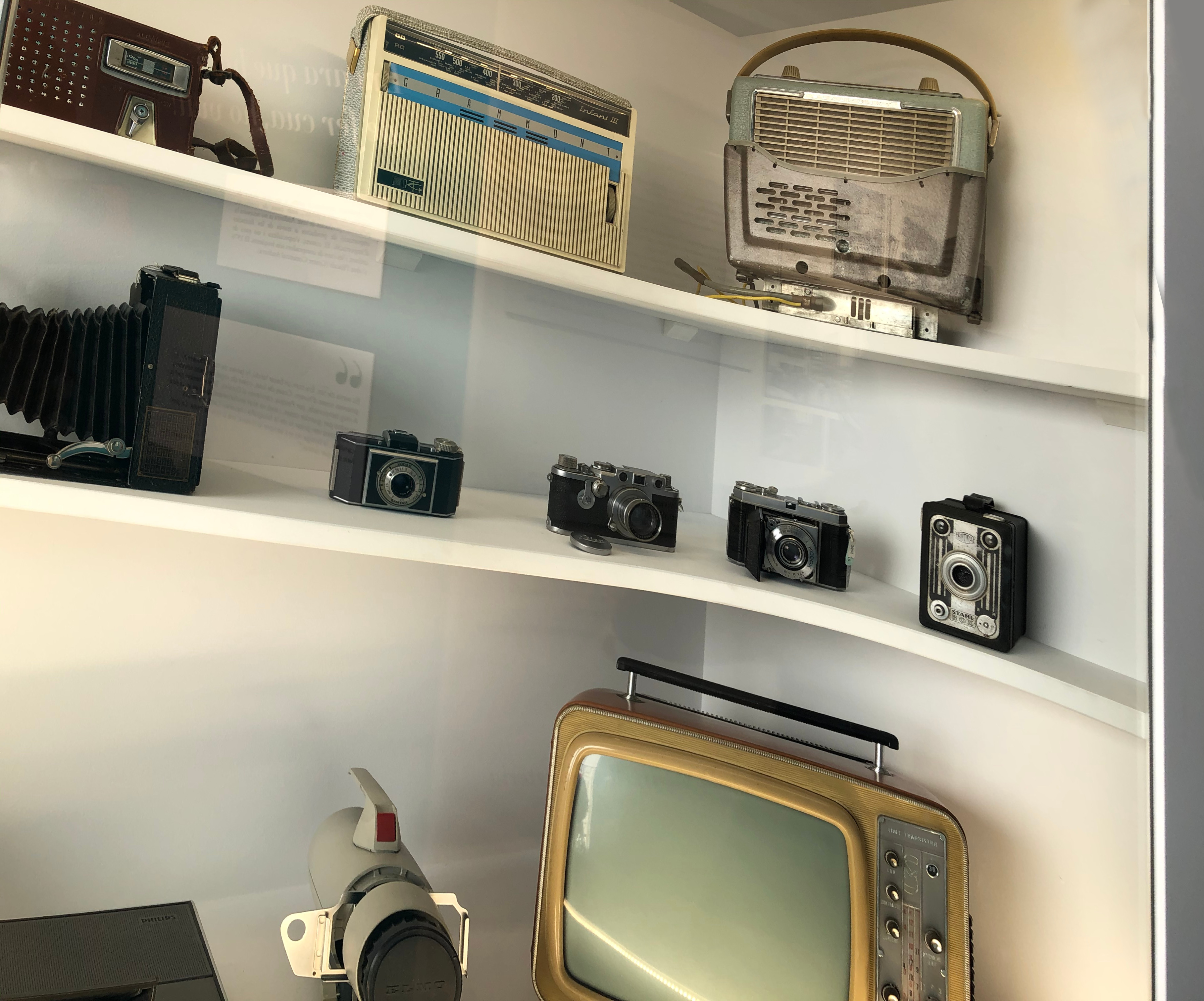
Objectes dels Anys Daurats d'Andorra.

Atesa la varietat i el gran llistat de canvis, vegem-ne alguns punts:
- les vaixelles Duralex són preuades pel turista
- obren els supermercats
- es paga amb xec
- els primers concerts de música
- els cinemes
- el fenomen fan
- introducció del plàstic
- introducció del nylon
- introducció del màrqueting
- càmeres fotogràfiques de mà
- televisió

### Les sufragistes andorranes
Andorra tampoc va quedar al marge dels moviments d'alliberament sexual. Contagiades per l'ambient del maig francès, a Andorra s'hi promogué l'any 1967 la recol·lecta de signatures per tal que el Consell General donés el dret a vot i elecció a les dones. El Consell General només va respondre a la iniciativa el 4 de juliol del 1969, és a dir, dos anys després de la presentació de la sol·licitud. El decret del Consell General informava de dos punts. Primerament, reconeixia el dret a les dones de poder votar en igualtat de condicions que els homes però, en segon lloc, vetava el dret que tenien de poder ser elegides. Caldrà esperar-se al 14 d'abril del 1970, coincidint amb l'inici dels moviments feministes d'arreu dels països europeus capitalistes, perquè els delegats dels coprínceps decretessin que "totes les dones en possessió de la ciutadania andorrana plena tindran dret a vot, en igualtat de condicions que els homes". A França es va aprovar el dret femení a vot uns quants anys enrere (1944), mentre que Andorra es prohibia l'any 1941 el sufragi universal masculí. Aquest no va estar exempt de polèmiques, ja que l'any 1945, en acabar la Segona Guerra Mundial, el nou president de França i, per tant, també copríncep d'Andorra, va revocar el Consell General que va sortir de les eleccions del mateix any. La revocació va ser deguda al fet que De Gaulle considerava que el nou parlament no era representatiu de la població i volia restablir el sufragi universal masculí.

### El projecte fallit de l'aeroport andorrà

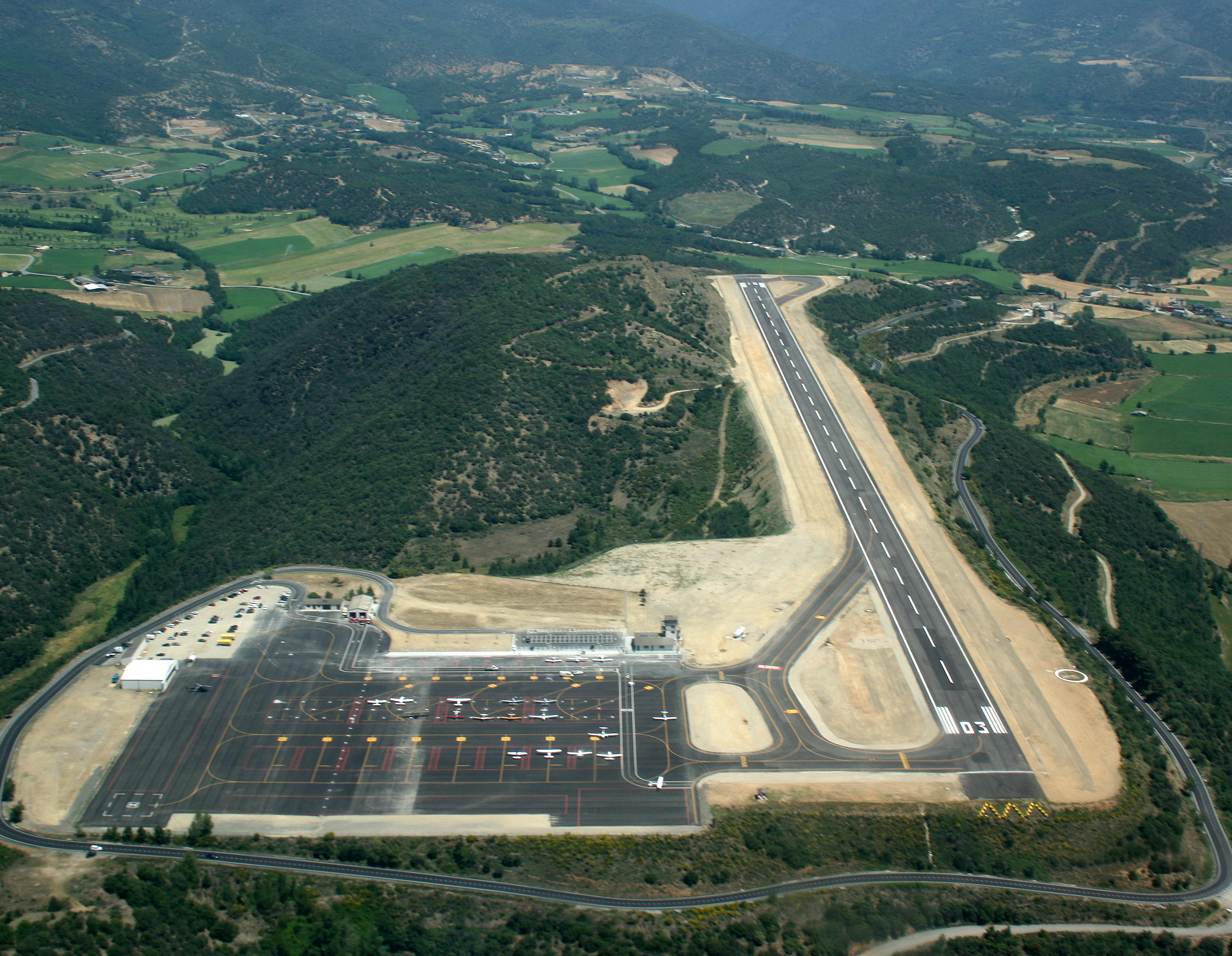
Fotografia des de dalt. Aeroport de la Seu d'Urgell-Andorra.

Durant l'hivern l'accés a la frontera franco-andorrana està tallada tot sovint degut a les fortes nevades. Dins del país només les carreteres possibiliten el passatge a condició d'estar ben asfaltades i cuidades. Així el projecte d'un aeròdrom mai ha estat abandonat, ni pel Consell General ni pels posteriors Governs. Per tant, el 1978 un grup d'empresaris andorrans, empesos per Josep Betriu i Tàpies, un empresari industrial que triomfava al país, van començar a tenir contacte amb una empresa constructora anglesa perquè es pogués crear un aeroport a la Seu d'Urgell que geogràficament i territorialment té més condicions per construir-lo. Tancat temporalment, torna a sorgir a la premsa a partir de la dècada dels 2000. És habitualment debat a Andorra. No deixa de ser un desig mitigat.

### La guerra de les ràdios

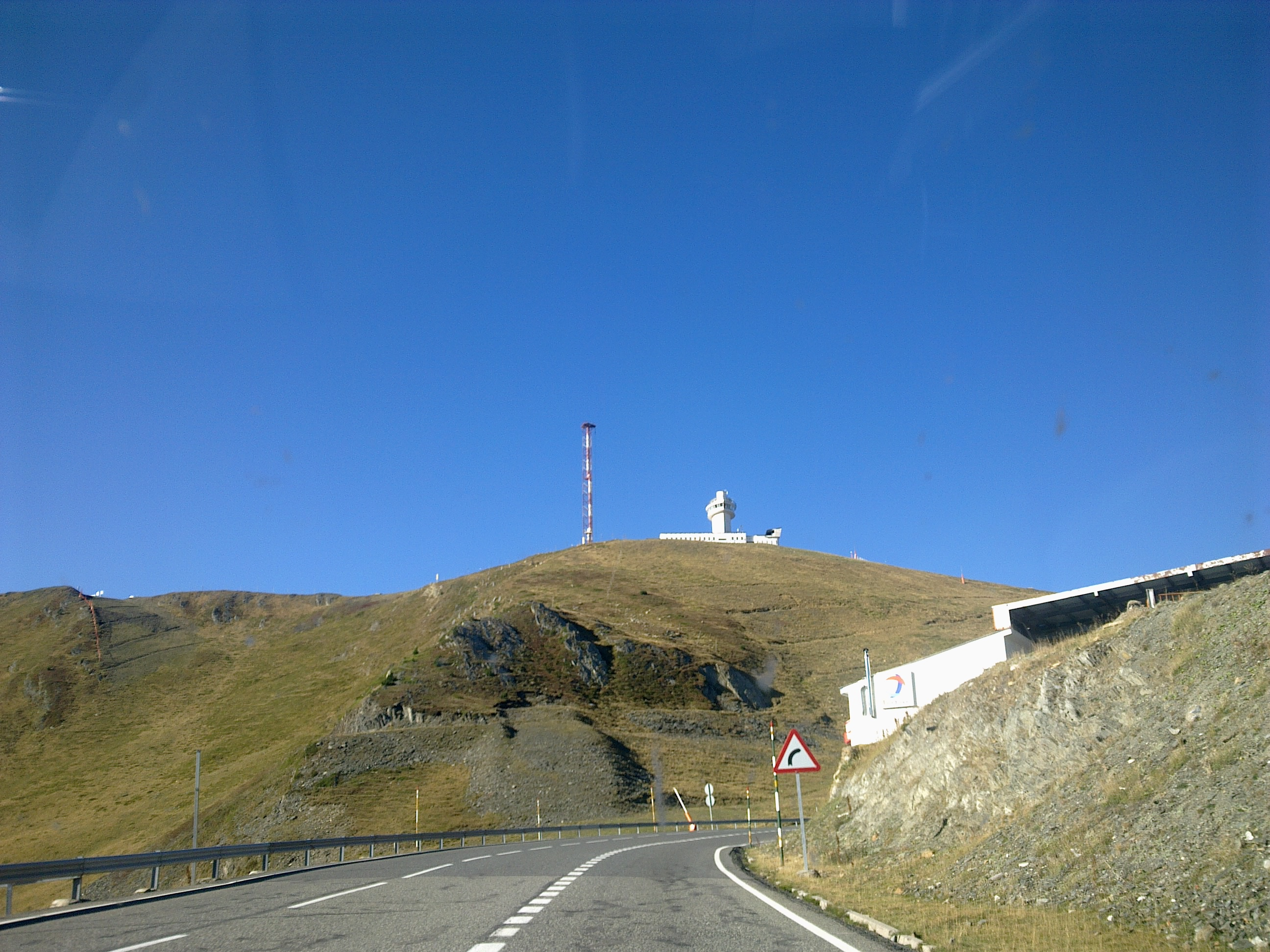
Antena emissora de Sud Ràdio a Andorra. L'emissora encara existeix a França, però la joventut del país ja no sap el perquè de la seva creació

La política de monopoli radiofònic a França porta a Ràdio Andorra a ser protagonista de la política andorrana i de la història de la ràdio a Europa. En efecte, després de la guerra el director de Ràdio Andorra és acusat d'haver col·laborat amb el franquisme i per salvar el negoci, cedeix Ràdio Andorra al govern franquista. França, enuntjada per no poder tancar-la, obren una ràdio secundària, Sud Ràdio. Havia de fer la competència a l'estació andorrana amb l'objectiu d'obligar-la a tancar les portes per manca d'audiència. És la guerra de les ràdios. Una guerra que també involucrà Ràdio Luxemburg i Ràdio Mònaco. La ràdio luxemburguesa aconsegueix fins i tot a esdevenir un precedent a Europa a nivell televisiu. Juntament amb la Ràdio i Televisió Pública Belga, construeix l'UER que avui centralitza i gestiona les emissions en directe de tots els països europeus. El Consell General volgué posar final a aquesta guerra radiofònica però mai aconseguí posar-hi peu. El copríncep l'utilitzava per fer política a través d'altres mitjans. Rere la guerra de les audiències, hi havia igualment una guerra diplomàtica. França no volia pas que Andorra pogués representar-se internacionalment perquè no volia que Andorra fos reconeguda com a estat a banda. Una actitud que confrontava França amb Espanya pels mateixos motius. A Andorra es mantenien assemblees magnes com a forma de legitimar el Consell General en tant que portaveu dels andorrans a fora com a dins del país.